# Víctor Castro Sanmartín
Víctor Castro Sanmartín (Bolea, 1917 - Madrid, 10 de septiembre de 2004) fue un militar y político español.

## Biografía
Licenciado en Ciencias Exactas por la Universidad de Zaragoza y diplomado en Estadística por la de Madrid, fue militar en el arma de artillería. Participó en la guerra civil española en el bando sublevado y en la Segunda Guerra Mundial como parte de la División Azul. Durante su paso por Rusia combatió en la batalla de Krasni Bor y ganó la cruz de hierro. Mantuvo fuertes vínculos con la unidad, siendo posteriormente presidente de la Hermandad Nacional de la División Azul.
Prosiguió su carrera como militar en la supresión de los maquis siendo sucesivamente ascendido hasta alcanzar el rango de general. Tras la firma de los Pactos de Madrid de 1953 fue colaborando con los ejércitos de la recién nacida OTAN: Participó en la compra de material militar a Estados Unidos y fue diplomado de Estado Mayor del Ejército por la Escuela Militar francesa en 1953. Fue también responsable de la inteligencia militar en España.
Durante el segundo franquismo fue uno de los político del Opus Dei como director general de Aduanas. Bajo su dirección, la dirección general destapó el caso Matesa.
De vuelta a la carrera militar fue director general de Seguridad del 18 de diciembre de 1975 al 23 de julio de 1976, estando en el cargo durante los sucesos de Vitoria. Tras ello fue destinado al CESID (1976-1978) antes de ser nombrado gobernador militar de Lérida (1978-1980) y director general de Armamento y Construcción (1981-1983). Considerado cercano al general Armada, fue interrogado sobre la participación de este en el intento de golpe de Estado del 23-F.